# Communauté de communes de la Région de Condé-sur-Marne
La communauté de communes de la Région de Condé-sur-Marne était une communauté de communes française, située dans le département de la Marne et la région Champagne-Ardenne.
Elle a fusionné avec d'autres intercommunalités pour former, au 1er janvier 2014, la nouvelle communauté d’agglomération de Châlons-en-Champagne Cités-en-Champagne.

## Histoire
Conformément au schéma départemental de coopération intercommunale de la Marne du 15 décembre 2011, elle fusionne fusionne au 1er janvier 2014 avec l'ancienne communauté d'agglomération de Châlons-en-Champagne, , la communauté de communes de Jâlons (sauf la commune de Pocancy qui a rejoint la communauté de communes de la Région de Vertus) et la communauté de communes de l'Europort, pour former ainsi la nouvelle communauté d’agglomération de Châlons-en-Champagne Cités-en-Champagne, qui regroupe 38 communes,.

## Composition
L'intercommunalité était composée de 5 communes, dont la principale était Juvigny :
- Aigny
- Condé-sur-Marne
- Isse
- Juvigny
- Vraux

## Administration

### Siège
Mairie de Juvigny.

### Élus
La communauté de communes était administrée par un conseil communautaire constitué de représentants de chaque commune, élus en leur sein par les conseils municipaux.

### Liste des présidents
| Période                                  | Période       | Identité        | Étiquette | Qualité |
| ---------------------------------------- | ------------- | --------------- | --------- | --- |
| Les données manquantes sont à compléter. |               |                 |           | |
| ?                                        | décembre 2013 | Chantal Choubat |           | Maire de Juvigny (2008 → 2019) Vice-présidente de Cités-en-Champagne (2014 → 2019) Conseillère départementale suppléante de Châlons-en-Champagne-2 (2015 → 2019) |

### Compétences
Nombre total de compétences exercées en 2013 : 22.